# ジャコモ・ブルガレッリ
ジャコモ・ブルガレッリ（Giacomo Bulgarelli、1940年10月24日 - 2009年2月12日）は、イタリア・メディチーナ出身の同国代表サッカー選手。ポジションはMF。

## 経歴
イタリア代表としてワールドカップに2回、欧州選手権に1回、オリンピックに1回出場。
1959年にボローニャと契約を結ぶ。翌1960年、地元ローマオリンピックで国際大会デビューを果たす。1963-64シーズンにインテルとのプレーオフを制覇し、チームのスクデット獲得に貢献した。1975年まで17シーズンに渡りずっとボローニャ一筋の現役生活であり、391試合（国際大会を入れると486試合）出場はボローニャのチーム記録である。
また、1968年のUEFA欧州選手権1968では優勝に貢献している。
UEFA欧州選手権やセリエAでは華々しい活躍をしたが、FIFAワールドカップではあまり活躍できなかった。1962年チリ大会ではホスト国チリの露骨なホームタウンディシジョンに遭い、グループリーグ敗退。次の1966年イングランド大会ではキャプテンとして臨むも、北朝鮮戦で負傷により前半34分での交代を余儀なくされ、チームはまさかの敗戦（0-1）を喫する（番狂わせも参照）。結局この敗戦が響き、2大会連続でグループリーグ敗退に終わった代表は、帰国した際に空港で待ち構えていた怒りのサポーターから腐ったトマトや生卵を投げつけられるという出来事が起きた。A代表としては通算29試合出場、7得点を挙げた。
1975年にボローニャを退団。直後、北米サッカーリーグのハートフォード・バイセンテニアルズ（アメリカ合衆国）で短期間プレーし、その年に引退した。
2009年2月12日に長い療養生活の末に、死去した。68歳没。

## タイトル
イタリア代表
- UEFA欧州選手権 1968

クラブ
ボローニャFC
- スクデット 1963-64